# HWP Sas van Gent
HWP Sas van Gent, pełna nazwa Het Witte Paard Sas van Gent – holenderski klub szachowy z siedzibą w Sas van Gent.

## Historia
Klub powstał w 1955 roku. W sezonie 1996/1997 zadebiutował w Meesterklasse, jednak zajął wówczas ostatnie miejsce w lidze i spadł. W pierwszej dekadzie XXI wieku klub występował w najwyższej holenderskiej klasie rozgrywkowej w sezonach 2001/2002, 2003/2004, 2004/2005, 2005/2006, 2007/2008 i 2009/2010. W 2015 roku zespół wrócił do Meesterklasse, zajmując ósme miejsce. W kolejnym sezonie spadł z pierwszej ligi. W sezonie 2018/2019 HWP ponownie grał w Meesterklasse, kończąc rozgrywki na siódmej pozycji. W 2019 roku klub zadebiutował w Pucharze Europy. Holenderski zespół odniósł wówczas zwycięstwa nad Brønshøj SF, Taflfélag Reykjavíkur, Kennemer Combinatie i Budućnostią Podgorica, a przegrał z Primоrskim rajоnem, Køge SK i Rapidem Feffernitz; w klasyfikacji końcowej zespół zajął 24. miejsce. W sezonie 2021/2022 HWP uzyskał piąte miejsce w mistrzostwach kraju. Czołowymi zawodnikami klubu byli wówczas Wiaczesław Ikonnikow oraz Koen Leenhouts. W kolejnym sezonie klub spadł z ligi. W 2024 roku HWP powrócił do Meesterklasse.